# Thunder Rosa
Melissa Cervantes (née le 22 juillet 1986 à Tijuana (Basse-Californie) ) est une catcheuse (lutteuse professionnelle) et une pratiquante d'arts martiaux mixtes américaine d'origine mexicaine. Elle travaille actuellement à la World Wonder Ring Stardom et la All Elite Wrestling, sous le nom de Thunder Rosa.
Elle commence sa carrière de catcheuse dans la fédération japonaise World Wonder Ring Stardom en 2015 avant de rejoindre la fédération américaine Lucha Underground en 2015 où elle interprète le personnage de Kobra Moon et remporte les Lucha Underground Trios Championships avec Daga et Jeremiah Snake.
Elle lutte également sur le circuit indépendant, aux États-Unis comme au Japon. Après la fermeture de la Lucha Underground en 2018, elle signe à la NWA récemment acquise par Billy Corgan. Le 24 janvier 2020, Thunder Rosa remporte le NWA World Women's Championship face à Allysin Kay au pay-per-view Hard Times, devenant la première lutteuse d'origine mexicaine à remporter le titre,. Elle perd le titre le 27 octobre 2020 face à Serena Debb au show UWN Primetime Live.
Melissa Cervantes s'essaie également aux arts martiaux mixtes au sein de Combates America où elle perd par décision unanime son unique combat.

## Jeunesse
Melissa Cervantes grandit à Tijuana avant d'aller aux États-Unis avec sa famille pour vivre à San Diego. et est fan de catch notamment de l'Asistencia Asesoría y Administración (AAA). Après le lycée, elle étudie au Southwestern College (en) puis à l'université de Berkeley où elle obtient un diplôme en sociologie.

## Carrière de catcheuse

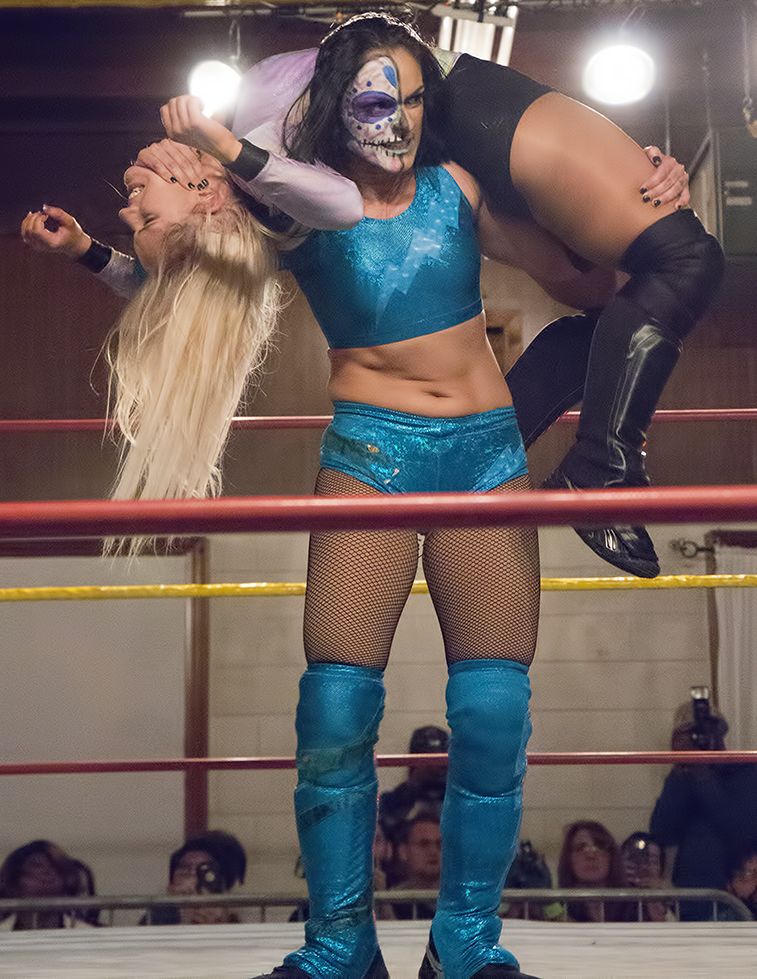
Shazza McKenzie contre Thunder Rosa en Novembre 2017.

### Débuts (2014-2019)
Un jour, elle se rend à un spectacle de catch de la All-Pro wrestling à Hayward. Ce jour-là, elle apprend que cette fédération de catch organise un camp d'entraînement une semaine plus tard. Elle décide de s'y rendre mais n'a pas la condition physique. Cela ne la décourage pas puisqu'elle se rend à un autre camp d'entraînement de cette fédération six mois plus tard. Elle fait ses débuts dans des petites fédérations de catch californiennes.
Dès 2015, elle part avec d'autres catcheuses américaine au Japon à la World Wonder Ring Stardom où elle fait partie du clan Oedo Tai.

### LuchaUnderground(2016-2019)
En 2016, Thunder Rosa commence à apparaître à la Lucha Underground sous le nom de Kobra Moon. Le 10 février, elle remporte son premier combat dans cette fédération face à Bengala. Le 16 novembre, elle participe à l'Aztec Warfare match pour désigner le nouveau champion de la Lucha Underground. Elle entre en 19e position et elle se fait éliminer par Drago.
Elle fut libérée de son contrat le 29 mars 2019, peu après la 4e saison de Lucha Underground.

### National Wrestling Alliance (2019–2021)

#### Débuts et alliance avec Melina et Marti Belle (2019-2020)
Rosa fait ses débuts à la National Wrestling Alliance (NWA) le 29 octobre 2019 lors d'un NWA Power. Après la défaite de Marti Belle face à Ashley Vox, Rosa entre dans le ring et tend sa main à Belle, mais Belle quitte le ring,. Lors de l'épisode suivant de Power, elle remporte un match face à Ashley Vox et l'attaque après le match. Rosa attaque plus tard la championne de la NWA Allysin Kay, elle est rejoint par Belle qui attaque également Kay. Le 19 novembre lors de Power, Belle et Rosa remportent un match face à Kay et Vox, à la suite d'une distraction de la part de Melina sur Kay. Melina rejoint l'équipe composée de Rosa et Belle[réf. nécessaire].

#### Championne de la NWA (2020)
Le 24 janvier 2020 à NWA Hard Times, elle devient la nouvelle championne de la NWA en battant Allysin Kay, remportant le titre pour la première fois de sa carrière, et devenant la première catcheuse mexicaine à gagner ce titre,.
Le 27 octobre à UWN Primetime Live, elle perd face à Serena Deeb, ne conservant pas son titre.

### All Elite Wrestling (2020–...)
Le 22 août 2020 à Dynamite, elle fait ses débuts à la All Elite Wrestling et une promo, dans laquelle elle défie Hikaru Shida dans un match pour le titre mondial féminin de la AEW[réf. nécessaire]. Le 5 septembre à All Out, elle dispute son premier match, mais ne remporte pas la ceinture, battue par la Japonaise. Le 16 septembre à Dynamite, elle conserve son titre en battant Ivelisse. Après le combat, Diamanté l'attaque, mais Hikaru Shida lui vient en aide.
Le 7 mars 2021 lors du pré-show à Revolution, Riho et elle perdent face à Dr Britt Baker D.M.D et Maki Itoh.
Le 22 juillet, elle signe officiellement avec la compagnie. Le 5 septembre à All Out, elle participe au 21-Women Casino Battle Royale, mais se fait éliminer en dernière par la future gagnante et nouvelle recrue de la fédération, Ruby Soho.
Le 13 novembre lors du pré-show à Full Gear, Shida et elle battent Nyla Rose et Jamie Hayter.
Le 6 mars 2022 à Revolution, elle ne remporte pas le titre mondial féminin, battue par Dr Britt Baker D.M.D. Dix soirs plus tard à Dynamite: St. Patrick's Day Slam, elle devient la nouvelle championne du monde de la AEW en prenant sa revanche sur sa même adversaire dans un Steel Cage Match et remporte le titre pour la première fois de sa carrière[réf. nécessaire]. 
Le 29 mai à Double or Nothing, elle conserve son titre en battant Serena Deeb. Le 26 juin à Forbidden Door, elle conserve son titre en battant Toni Storm.
Le 24 août à Dynamite, elle annonce être blessée (dont la nature est inconnue) et ne pas pouvoir défendre son titre à All Out.
Le 16 décembre 2023 à Collision: Winter is Coming, elle fait son retour de blessure après un an et 3 mois et demi d'absence et vole au secours d'Abadon, attaquée par Julia Hart et Skye Blue.
Le 21 avril 2024 à Dynasty, elle ne remporte pas le titre mondial féminin, battue par « Timeless » Toni Storm[réf. nécessaire]. Six soirs plus tard à Rampage, elle bat Deonna Purrazzo. Après le combat, son adversaire effectue un Heel Turn, car elle l'attaque dans le dos et les deux catcheuses se bagarrent avant d'être séparées par la sécurité. Le 26 mai lors du pré-show à Double or Nothing, elle perd le match revanche face à sa même adversaire.
Le 28 décembre à Worlds End, elle ne remporte pas la ceinture mondiale féminine, battue par « The Glamour » Mariah May dans un Tijuana Street Fight match.

### Impact Wrestling (2021)
Lors de Slammiversary, elle fait ses débuts en tant qu'adversaire mystère de Deonna Purrazzo pour le Impact Knockouts Championship match qu'elle perd[réf. nécessaire].

## Carrière de pratiquante d'arts martiaux mixtes
Le 17 septembre 2019, Combate Americas (en) annonce la signature de Melissa Cervantes pour quatre combats qui va faire ses débuts le 8 novembre face à Nadine Mandiau,,. Le 8 novembre, elle perd son premier combat face à Mandiau par décision unanime. Les commentateurs saluent néanmoins son esprit combatif. Elle déclare après ce combat qu'elle veut poursuivre dans ce sport.

## Vie privée
Melissa Cervantes est mariée à Brian Cervantes. Elle devient citoyenne américaine le 21 février 2019. La même année, elle fonde la Mission Pro Wrestling, une fédération de catch féminin basée au Texas.

## Palmarès

### En arts martiaux mixtes
| 1 combats      | 0 victoires | 1 défaites |
| Par KO         | 0           | 0          |
| Par soumission | 0           | 0          |
| Sur décision   | 0           | 1          |

| Résultat | Record | Adversaire     | Méthode          | Événement                      | Date            | Round | Temps | Lieu                | Notes |
| -------- | ------ | -------------- | ---------------- | ------------------------------ | --------------- | ----- | ----- | ------------------- | ----- |
| Défaite  | 0-1    | Nadine Mandiau | Décision unanime | Combate Americas - San Antonio | 8 novembre 2019 | 3     | 5:00  | San Antonio (Texas) |       |

### En catch
- All Elite Wrestling (AEW)
  - 1 fois championne du monde féminine de  l'AEW (actuelle)
- Allied Independent Wrestling Federations (AIWF)
  - 1 fois championne internationale féminine de l'AIWF[40]
- East Bay Pro Wrestling (EBPW)
  - 1 fois championne des Ladies de l'EBPW[41]
- Gold Rush Pro Wrestling (GRPW)
  - 1 fois championne Lady Luck de la GRPW[42]
- Inspire Pro Wrestling
  - 3 fois championne Twin Dragon Connection de l'Inspire Pro avec Steve O Reno (1)  Cherry Ramons et Juicy Thunder (1) et Raychell Rose (actuelle)[43]
- Lucha Underground
  - 1 fois championne des trios de la Lucha Underground avec Daga et Jeremiah Snake[44]
- National Wrestling Alliance (NWA)
  - 1 fois championne du monde féminine de la NWA[45]
- Shine Wrestling (SHINE)
  - 1 fois championne par équipes de la SHINE avec Holidead[46]
- SoCal Uncensored
  - Southern California Women's Wrestler of the Year (2016)
- Tokyo Joshi Pro Wrestling (en)
  - 1 fois championne internationale des princesses[47]
- Vendetta Pro Wrestling
  - 1 fois championne internationale par équipe de la Vendetta Pro avec Holidead[48]

## Récompenses des magazines
- Pro Wrestling Illustrated

| Année | 2016 | 2017 à 2018 | 2019 | 2020 | 2021 | 2022 | 2023        | 2024 |
| ----- | ---- | ----------- | ---- | ---- | ---- | ---- | ----------- | ---- |
| Rang  | 43   | Non classée | 97   | 14   | 5    | 3    | Non classée | 65   |